# محمدآباد طباطبایی (سامان)
محمدآباد طباطبایی، روستایی از توابع شهرستان سامان در استان چهارمحال و بختیاری ایران است.

## جمعیت
این روستا در دهستان سامان قرار دارد و براساس سرشماری مرکز آمار ایران در سال ۱۳۹۰، جمعیت آن ۷۴  نفر (۲۴ خانوار) بوده‌است.